# Core Insurance System
Core Insurance System, auf Deutsch: Kern-Versicherungssystem, ist eine Bezeichnung für ein Computersystem, das die Kernprozesse einer Versicherung innerhalb der Informationstechnologie abbildet.
Es wird benötigt, um auf elektronischem Wege die typischen Kernprozesse wie die Vertragsverwaltung, Prämien-Berechnung sowie Schäden und Zahlungsverkehr abzuwickeln. Die Software übernimmt dabei ganz oder zum Teil die Aufgabe eines ERP-Systems: Es werden Daten von Kunden, Partnern usw. nach bestimmten, vorher definierten Regeln verarbeitet und komplette Geschäftsprozesse der Versicherung abgearbeitet (zum Beispiel eine Vertrags-Erstellung vom Erfassen der ersten Kundendaten über das Offerieren eines Angebots, die Berechnung der Prämie, bis hin zur Vertragsgenerierung und dem Erstellen von Polizzen).
Die eingesetzte Software ist meistens auf einem – ehemals – besonders hochleistungsfähigen Rechner oder einem Verbund von Rechnern installiert und führt die eigentliche Verwaltung und Abarbeitung der Daten durch. Als Plattform für Core Insurance Systeme, die häufig noch viel Cobol- oder Assemblercode beinhalten, kommen in der Regel noch immer Mainframe-Systeme mit Legacy-Betriebssystemen wie z/OS oder BS2000 zum Einsatz. Nach einer Umfrage der SAP sind 38 Prozent der Versicherer der Meinung, ihr Core Insurance System sei vollkommen veraltet, schlecht integriert und nicht mehr inkrementell weiterzuentwickeln.
Laut einer Studie von Price Waterhouse Coopers (PwC) aus dem Jahr 2024 setzen mittlerweile neun von zehn Versicherungen bei der Erneuerung ihrer Core Insurance Systeme auf Standardsoftware statt Individualsoftware. Dafür wurden 41 Sach- und/oder Lebensversicherer befragt, die zum Zeitpunkt der Umfrageerstellung rund 40 % der Prämieneinnahmen aus Deutschland, Österreich und der Schweiz ausmachten.
Beispiele für Core Insurance Systeme sind Softwarelösungen wie in|sure Ecosphere der adesso insurance solutions, SAP for Insurance, msg.Insurance Suite von msg life, tech11 Insurance Platform oder Adcubum SYRIUS.